# Argument szerokości

Kątowe elementy orbitalne orbity keplerowskiej

Argument szerokości – wielkość kątowa, oznaczana literą {\displaystyle u,} określająca położenie ciała na orbicie keplerowskiej. Jest to kąt pomiędzy węzłem wstępującym a pozycją ciała, równy sumie anomalii prawdziwej i argumentu perycentrum:
{\displaystyle u=\nu +\omega ,}
gdzie:
{\displaystyle u} – argument szerokości,
{\displaystyle \nu } – anomalia prawdziwa,
{\displaystyle \omega } – argument perycentrum.
Z argumentu szerokości korzysta się w przypadku orbit o mimośrodzie bliskim zeru. Orbita taka jest prawie kołowa i trudno dokładnie określić położenie linii apsyd, zatem również wartości kątów {\displaystyle \omega } i {\displaystyle \nu .}